# Nevern Castle
Nevern Castle (walisisch Castell Nanhyfer) ist eine Burgruine in Wales in Großbritannien. Die als Scheduled Monument geschützte Ruine befindet sich nördlich von Nevern Village bei Newport in Pembrokeshire und war eine der ersten steinernen Burgen in Wales.

## Geschichte
Vermutlich befand sich im 11. Jahrhundert auf dem Gelände der späteren Burg die Residenz des lokalen walisischen Herrschers Cuhelyn. Nach der normannischen Eroberung von Pembrokeshire um 1108 wählte der aus dem Südwesten Englands stammende Robert FitzMartin, der neue anglonormannische Lord von Cemais, die Stelle zum Bau seiner neuen Burg und errichtete eine Motte mit einer ausgedehnten Vorburg. 1136 eroberten die Waliser nach der Schlacht von Crug Mawr Ceredigion und auch Nevern Castle. Ceredigion war anschließend zwischen den Fürstentümern Gwynedd und Deheubarth umstritten, bis es 1153 an Deheubarth fiel. 1171 schloss der Herrscher von Deheubarth, Rhys ap Gruffydd, einen Ausgleich mit dem englischen König Heinrich II., nach dem er einige Gebiete an die anglonormannischen Barone zurückgeben musste. Darunter war auch Nevern Castle, das an den Sohn von Robert FitzMartin, William FitzMartin fiel. William heiratete in den 1170er Jahren Angharad, eine Tochter von Rhys ap Gruffydd. Vermutlich unter ihm wurde die Burg als steinerne Festung ausgebaut, eventuell erfolgte der Ausbau bereits unter der Herrschaft von Rhys ap Gruffydd. William FitzMartin begleitete 1189 Richard Löwenherz auf seinem Kreuzzug nach Palästina. Während seiner Abwesenheit eroberte Rhys ap Gruffydd zusammen mit seinem Sohn Gruffydd die Burg, doch kam es in der Folgezeit innerhalb der Familie zu Machtkämpfen, bei denen Rhys ap Gruffydd 1194 von seinen Söhnen Hywel Sais und Maelgwn gefangen genommen und in Nevern Castle eingesperrt wurde. Hywel Sais ließ ihn jedoch bald wieder frei, worauf Maelgwn bis zum Tod des Vaters ins Exil flüchtete. Hywel Sais ließ die Burg 1195 schleifen, damit sie nicht wieder wie Wiston und St Clears Castle in die Hände der Engländer fallen konnte.
Während der auf den Tod von Rhys ap Gruffydd 1197 folgenden Erbfolgekriege wurde der Norden von Pembrokeshire 1204 von den Anglonormannen zurückerobert. William FitzMartin erhielt seine Herrschaft zurück, doch gründete er anstelle der zerstörten Burg das drei Kilometer östlich gelegene Newport und errichtete dort Newport Castle als neue Burg.
Die teils dicht bewaldete Burgstelle wurde in den 1980er Jahren vom Nevern Community Council erworben. In Zusammenarbeit mit der Verwaltung des Pembrokeshire-Coast-Nationalparks und des Dyfed Archaeological Trust wurde die Anlage von 2008 bis 2010 archäologisch erforscht und anschließend für Besucher erschlossen. Von der Burg sind außer den Gräben und Wällen nur geringe Mauerreste der Türme auf den Erdhügeln erhalten. Die ehemalige Burg befindet sich etwa 150 m nördlich der Kirche von Nevern und ist frei zugänglich.

## Anlage
Die Burg wurde im frühen 12. Jahrhundert als Motte und Bailey auf einem Bergsporn über einer Schlucht des Gamman, eines Zuflusses des Afon Nyfer (Nevern River) errichtet. Es wird zwar vermutet, dass die Burgstelle bereits vor dem 12. Jahrhundert bewohnt und eventuell auch befestigt war, doch die bis 2010 durchgeführten Ausgrabungen fanden keine prähistorischen oder frühmittelalterlichen Funde.
Der Zugang zur Burg erfolgte durch einen von zwei Wällen gebildeten Torzwinger auf der Nordseite der Burg. Die weite, dreieckige Vorburg war von Erdwällen und Palisaden geschützt, nach Südosten fällt das Gelände steil zum Gamman River ab. Die Vorburg enthielt mehrere hölzerne Wohn- und Wirtschaftsgebäude. Gegen Ende des 12. Jahrhunderts wurde ein Teil durch Steinbauten ersetzt. Die Steinbauten wurden in einer Mischung aus walisischem und angelsächsischem Baustil aus Schiefer, Lehm und behauenem Sandstein errichtet. Am westlichen Ende der Vorburg befindet sich die Motte, auf deren Gipfel sich ein hölzerner Turm befand, der später von einem runden steinernen Turm ersetzt wurde. Auf der gegenüberliegenden Seite wurde in der Mitte oder gegen Ende des 12. Jahrhunderts über einem Felsen eine zweite, kleinere Motte aufgeschüttet. Der Hügel wurde durch einen 8 m tiefen und 8 m breiten, in den Fels gehauenen Graben von der Vorburg abgetrennt, auf dem Gipfel der Motte wurden ein rechteckiger Turm und eine kleine Ringmauer errichtet.